# Луганськвугілля
ДХК «Луганськвугілля».
Включає 16 шахт, які видобувають енергетичне і коксівне вугілля. Загальний фактичний видобуток 2105760 т (2003).
Основий центр — м. Луганськ. Створене в 1970 році.
Розробляє вугільні пласти з кутами падіння 0-90о потужністю 0,5-1,8 м; марки вугілля: Г, ГЖ, К, ПС, П, А.
Всі шахти небезпечні за газом метаном. Основні засоби механізації робіт на шахтах — механічні комплекси з гідрофікованим кріпленням, вузькозахопні комбайни з індивідуальним кріпленням і струги. Прохідницькі роботи виконують комбайнами, буро-підривним способом. Підземний транспорт — електровози, стрічкові та скребкові конвеєри.
Адреса: 91056, вул. Лермонтова, 1в, м. Луганськ.

## Підприємства
- ДВАТ «Шахтоуправління «Луганське»
- ДВАТ «Шахта «Лутугінська»
- ДВАТ «Шахта Білоріченська»
- ДВАТ «Шахта ім. XIX з'їзду КПРС»
- ДВАТ «Шахта «Черкаська»
- ДВАТ «Шахта ім. Артема»
- ДВАТ «Шахта «Ломуватська»
- ДВАТ «Шахта «Вергелівська»
- ДВАТ «Шахта «Комісарівська»
- ДВАТ «Шахта «Пролетарська» (на стадії ліквідації)
- ДВАТ «Шахта ім. С.В.Косіора»
- ДВАТ «Шахта «Фащівська»
- ДВАТ «Шахта «Краснополіївська» (на стадії ліквідації)

### Генеральні директори (начальники комбінату) «Ворошиловградвугілля» - «Луганськвугілля» з 1938 року
- 1938–1939 — Дюканов Мирон Дмитрович
- 1939–1941 — Поченков Кіндрат Іванович
- 1941–1942 — Фадєєв Василь Семенович
- 1943–1946 — Поченков Кіндрат Іванович
- 1946–1951 — Фадєєв Василь Семенович
- 1951–1954 — Івонін Іван Павлович
- 1954–1955 — Шибаєв Василь Тихонович
- 1955–1963 — Скляр Дмитро Степанович
- 1963–1965 — Саратикянц Семен Арутюнович
- 1965–1983 — Григор'єв Іван Олександрович
- 1983–1989 — Курченко Іван Павлович
- 1989–1992 — Бакуменко Микола Васильович
- 1992–1994 — Полтавець Віктор Іванович
- 1994–1996 — Осипа Григорій Кузьмич
- 1996–2000 — Полтавець Віктор Іванович
- 2000–2002 — Топтун Микола Іванович
- 2002–2003 — Скубенко Володимир Іванович
- 2003–2005 — Чепурний Олександр Анатолійович
- 2005–2006 — Попович Ігор Миколайович
- 2006–2007 — Худяков Юрій Миколайович
- 2007–2008 — Ровенський Володимир Володимирович
- 2008–200. — Єрмаков Олександр Миколайович
- 2015– —     Слива Вадим Ігорович